# Alexandria, Skottland
Alexandria är en ort i Storbritannien.   Den ligger i kommunen West Dunbartonshire och riksdelen Skottland, i den nordvästra delen av landet, 600 km nordväst om huvudstaden London. Alexandria ligger 23 meter över havet och antalet invånare är 13 079.
Terrängen runt Alexandria är kuperad åt sydväst, men åt nordost är den platt. Runt Alexandria är det tätbefolkat, med 881 invånare per kvadratkilometer. Närmaste större samhälle är Greenock, 12,0 km väster om Alexandria. Trakten runt Alexandria består i huvudsak av gräsmarker.